# Øster Starup (parochie)
Øster Starup is een parochie van de Deense Volkskerk in de  Deense gemeente Vejle. De parochie maakt deel uit van het bisdom Haderslev en telt 1669 kerkleden op een bevolking van 1995 (2004).
Historisch hoort de parochie tot de herred Brusk. In 1970 werd de parochie opgenomen in de nieuwe gemeente Egtved. Deze ging in 2007 op in de vergrote gemeente Vejle..